# Лунка-Тирнавей
Лунка-Тирнавей (рум. Lunca Târnavei) — село у повіті Алба в Румунії. Входить до складу комуни Шона.
Село розташоване на відстані 257 км на північний захід від Бухареста, 34 км на північний схід від Алба-Юлії, 68 км на південний схід від Клуж-Напоки, 140 км на північний захід від Брашова.

## Населення
За даними перепису населення 2002 року у селі проживали 473 особи, з них 472 особи (99,8%) румунів. Рідною мовою 472 особи (99,8%) назвали румунську.